# Perlis
| Tôn giáo tại Perlis (2010)      | Tôn giáo tại Perlis (2010)      | Tôn giáo tại Perlis (2010) | Tôn giáo tại Perlis (2010) | Tôn giáo tại Perlis (2010) |
| ------------------------------- | ------------------------------- | -------------------------- | -------------------------- | -------------------------- |
| Tôn giáo                        | Tôn giáo                        |                            | Tỷ lệ                      | Tỷ lệ                      |
| Hồi giáo                        | Hồi giáo                        |                            | 87.9%                      | 87.9%                      |
| Phật giáo                       | Phật giáo                       |                            | 10.0%                      | 10.0%                      |
| Hindu                           | Hindu                           |                            | 0.8%                       | 0.8%                       |
| Công giáo                       | Công giáo                       |                            | 0.6%                       | 0.6%                       |
| Tôn giáo truyền thống Trung Hoa | Tôn giáo truyền thống Trung Hoa |                            | 0.2%                       | 0.2%                       |
| Không tôn giáo                  | Không tôn giáo                  |                            | 0.2%                       | 0.2%                       |
| Vô thần                         | Vô thần                         |                            | 0.2%                       | 0.2%                       |
| Khác                            | Khác                            |                            | 0.1%                       | 0.1%                       |

Perlis (chữ Jawi: ﭬﺮليس), là bang nhỏ nhất của Malaysia. Bang này nằm ở phần phía bắc của bờ biển miền tây của Bán đảo Malaysia. Perlis giáp với hai tỉnh Satun và Songkhla của Thái Lan ở phía bắc và bang Kedah ở phía nam. Trong thời kỳ chi phối Perlis, người Xiêm gọi nơi đây là Palit (Tiếng Thái: ปะลิส). Perlis vốn là một phần của Kedah, mặc dù đôi khi nằm dưới quyền kiểm soát của Xiêm La hay Aceh. Sau khi người Xiêm xâm chiếm Kedah năm 1821. Thủ phủ của bang là Kangar còn Dinh thự hoàng gia nằm ở Arau.